# Cave Junction
Cave Junction, constituée en 1948, est une ville du comté de Josephine dans l'Oregon aux États-Unis. D'après le recensement de 2010, la population de la ville comptait 1 883 habitants.

## Histoire

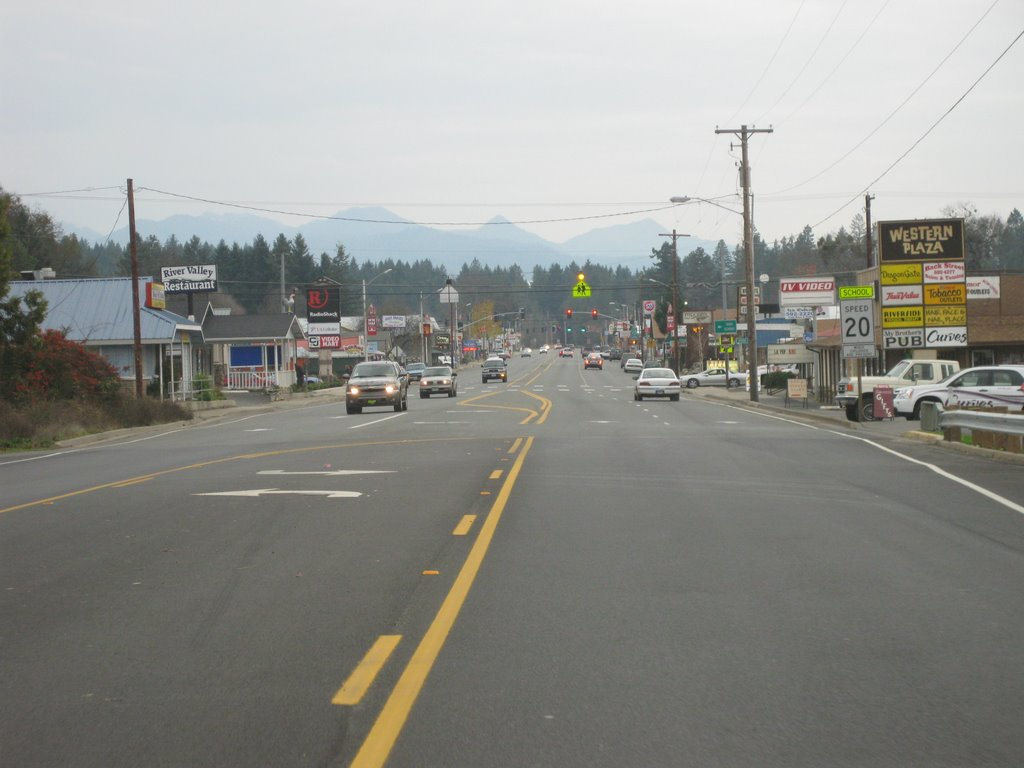
Entrée nord de la ville

Les indiens Takelma ont vécu pendant des milliers d’années dans la vallée de la rivière Illinois. Ils voient leur culture détruite à la suite de la découverte de gisements d’or dans les années 1850 à la suite de laquelle a lieu la guerre des Rogue River. Après la signature d'un traité en 1853, la plupart des Takelma partent vivre dans la réserve de Table Rock. En 1856 alors que la guerre est finie, les Takelma sont transférés dans la réserve de Grand Ronde et la réserve Siletz.
La première mine d'or de l'Oregon a été découverte dans la vallée de l'Illinois ; c'est également à cet endroit que l’on a trouvé la plus grosse pépite d'or : elle pesait près de huit kilos. En 1904, plus de 50 ans après le début de la prospection dans la vallée, un jeune homme de 18 ans, Ray Briggs, découvre ce que les journaux de l’époque décrivent comme « la plus grande découverte d’or jamais faite dans toute l'histoire de l'Oregon ». Alors qu’il chasse du côté de Sucker Creek, il découvre de l'or par terre. Il revendique la découverte et lui trouve un nom, « Wounded Buck Mine ». La « mine » produira environ 50 kilos d’or ; en réalité il s’agit d’une petite veine de 360 mm de large, 3,7 m de long et 2 m de profondeur.
Dans les années 1860 et 1870, alors que les réserves d’or s’épuisent dans la vallée de l’Illinois, ses habitants doivent trouver de nouveaux moyens de subsistance tels que l’élevage, la pêche, le bûcheronnage, le tourisme ou encore l’agriculture. En 1874 Elijah Davidson découvre une grotte alors qu’il chasse. Il est aujourd'hui reconnu pour avoir mis au jour les Cavernes de l'Oregon. En 1884, il parle de sa découverte à Walter C. Burch, qui réclame le droit d’utiliser l’entrée des cavernes. Aidé de sa belle-famille, il offre des tours de la grotte pour un dollar par personne. D’après la publicité parue dans le Grand Pass Courier, ce prix inclut un droit de camper sur les lieux, de profiter des prairies environnantes ainsi que des propriétés thérapeutiques de l’eau des cavernes. Ils tenteront d’obtenir la propriété des grottes, mais comme il n’existe pas de carte de la région à cette époque ils finiront par abandonner l’idée après quelques années.
Le président William Howard Taft donne aux Cavernes de l’Oregon le statut de Monument National le 12 juillet 1909. Les grottes, qui mesurent 1,9 km² de long, sont depuis gérées par le Service des forêts des États-Unis. En 1923, le Service des forêts confie à des hommes d’affaires venus de la ville de Grants Pass le soin de construire un hôtel et de mettre en place un service de guides touristiques. Trois ans plus tard, le monument dispose d’un pavillon et de sept chalets à deux chambres. Grâce à l’afflux de touristes dans les Cavernes, une petite zone urbaine commence à voir le jour à la jonction entre l’autoroute Redwood et la Route 46 qui va vers les cavernes. Cave Junction, d’abord connue sous le nom de Cave City, est créée en 1926 sur des terres offertes par Elwood Hussey,. En 1935 le bureau de poste de « Cave City » ouvre ses portes, mais les services postaux n’aiment pas ce nom, en partie à cause du mot « City », qui implique que le quartier appartient à une corporation municipale. D’autres noms sont suggérés, et c’est « Cave Junction » qui sera adopté en 1936 par l’United States Board on Geographic Names ; le bureau de poste change de nom la même année. Le quartier rejoint la corporation municipale sous le nom de Cave Junction en 1948. C’est le seul endroit de la vallée de l’Illinois à faire partie d’une corporation.
En 1950 Cave Junction compte 283 habitants. Ce chiffre passe à 348 lors du recensement de 1960, puis à 415 lors de celui de 1970. Dans les années 1960 sa croissance est de 6,8 % par an en moyenne. La première grande période de croissance commence dans les années 1970, avec une augmentation moyenne de 9,9 % par an. La croissance ralentit dans les années 1980 avec une augmentation moyenne de 1,7 % par an. Le taux de croissance ralentit encore entre 1990 et 1998, tombant à 1,6 %, c’est-à-dire moins que les moyennes du comté et de l’État.

### Feux de forêt
Un certain nombre de feux de forêt ont menacé Cave Junction au fil des ans. En 1987 le feu de Longwood, lié au feu de Silver qui détruisit 610 km² de forêt, est allumé par la foudre à la suite de trois ans de sécheresse. Une partie des habitants de Cave Junction préfèrent évacuer leur domicile.
En 2002 le feu de Florence et le feu de Sour Biscuit se rejoignent pour former le feu de Biscuit, qui menace Cave Junction, Kerby, Selma ainsi qu’un certain nombre de villes du nord de la Californie. Cet incendie durera 120 jours, fera des dégâts sur plus de 2 000 km², et détruira quatre maisons et neuf bâtiments dans la zone de Cave Junction. En 2003, un feu de forêt détruit une maison à Cave Junction. En 2004, une ligne électrique tombée à terre allume un feu qui menace une centaine d’habitations et oblige 200 personnes à évacuer. L'événement fera une victime, apparemment décédée à la suite du choc causé par l’incendie.

## Culture
Cave Junction dispose de nombreux atouts dont un musée, un zoo, mais également la possibilité de séjourner dans des maisons perchées dans les arbres. La région a également de nombreux sites historiques, notamment en rapport avec l'extraction de l'or, ainsi que le parc et le monument nationaux les cavernes de l'Oregon. Un journal local et deux radios y sont diffusés.

### Tourisme

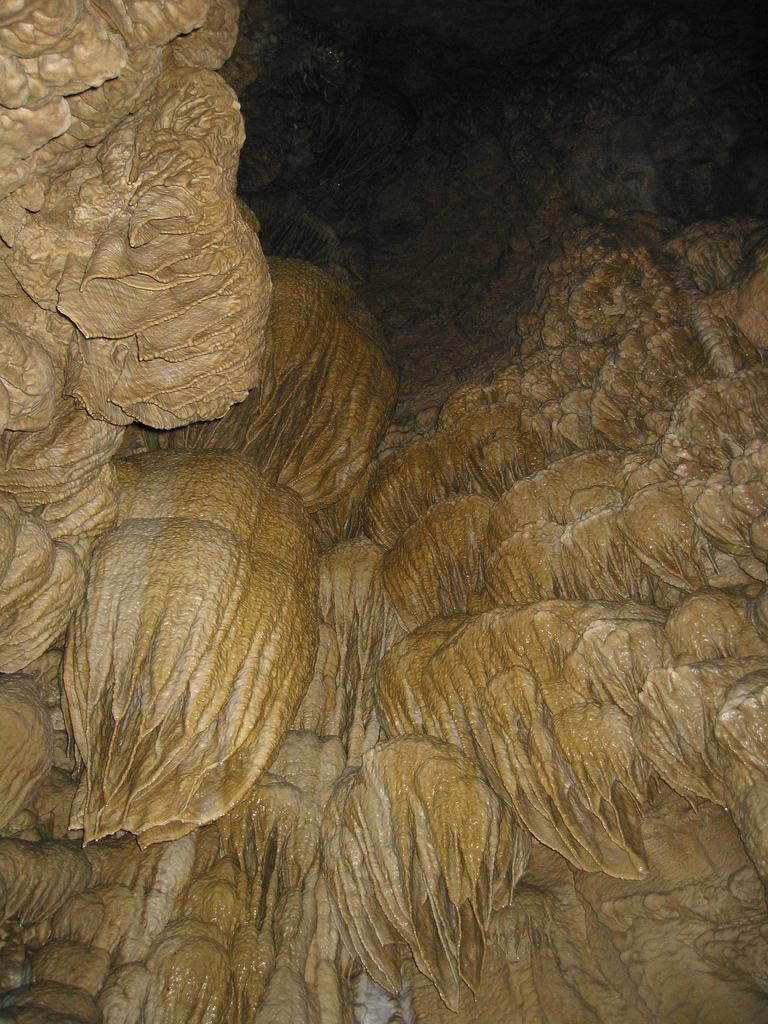
Intérieur des Cavernes de l'Oregon.

Les chemins de randonnée et les cavernes de l'Oregon, qui ne sont autres que le centre d'intérêt majeur de Cave Junction, s'étendent sur 1,9 km2. Il faut parcourir une trentaine de kilomètres pénibles sur la Route 46 avant d'atteindre des grottes calcaires découvertes en 1874 par un chasseur et son chien, ainsi qu'un château de 23 chambres construit en 1932.
Toute l'année, d'avril à décembre, Cave Junction accueille le festival « ArtWalk » le deuxième vendredi de chaque mois. Les commerces de la ville exposent des poteries et des ferronneries d'art, et offrent l'opportunité à des musiciens et des danseurs de feu de s'exprimer. Cette manifestation est bénéfique pour le tourisme, l'économie et l'image de la vallée de l'Illinois. D'après plusieurs études effectuées en 2006 par le Arts Council du sud de l'Oregon (équivalent du Conseil pour la création artistique en France), la ville augmente ses ventes et son nombre de visiteurs de 30 à 50 % à cette période. Elle accueille 150 à 200 personnes, dont à peu près 15 % proviennent de l'extérieur. Des artistes locaux, y compris les collégiens de Lorna Byrne en 2007, y participent et sont représentés chez les commerçants, ainsi que dans les petites boutiques d'œuvres caritatives et les galeries d'art.
À 16 km au sud-est de Cave Junction, se trouve Out'n'About Treehouse Treesort, le B&B de maisons dans les arbres de Michael Garnier. Ces maisons sont fabriquées à l'aide du « piton Garnier », une pièce inventée par le propriétaire des lieux et qui ressemble à un piton à expansion épais de 4,5 cm et encerclé d'un écrou ; les deux en acier 5 et capables de supporter 3 600 kg. En 2007, le B&B compte neuf maisons dans les arbres et trois salles de bains,. Garnier a dû se battre pendant presque dix ans afin d'obtenir l'autorisation d'ouvrir ses maisons au public.

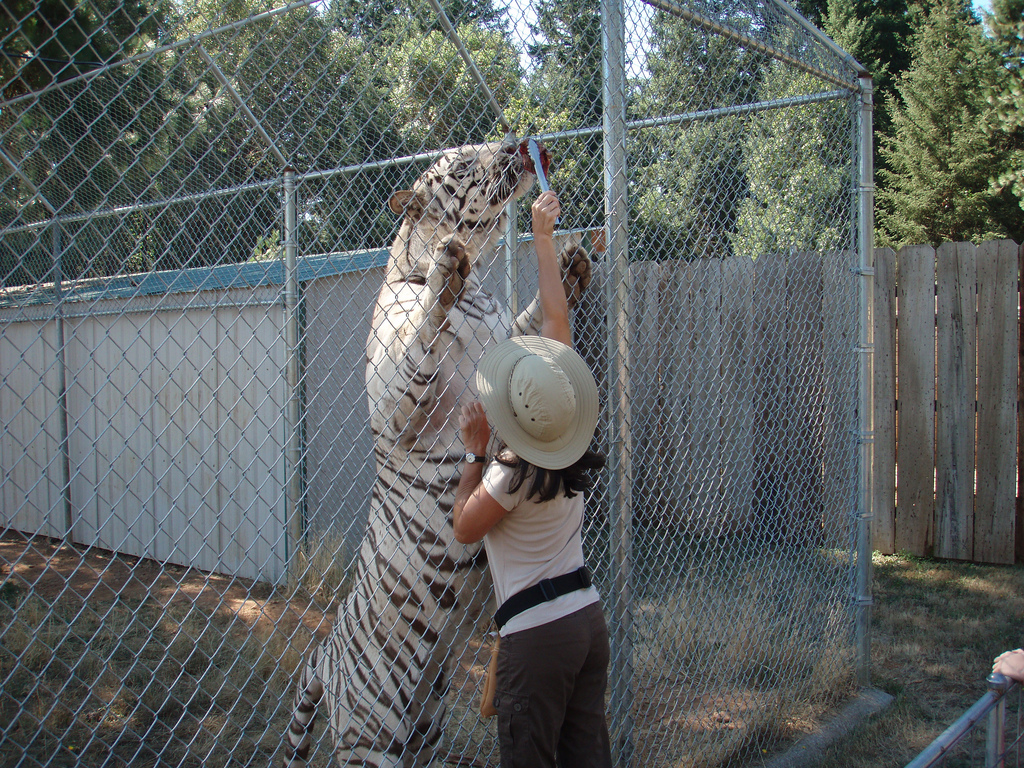
Un tigre blanc royal et son dompteur au zoo pour félins de Great Cats World Park.

Le zoo pour félins de Great Cats World Park se situe à quelques kilomètres au sud de Cave Junction. En 2007, 32 espèces de félins y sont représentées parmi lesquelles des couguars, des léopards, des jaguars, des lions, des tigreaux de Sibérie, un chat viverrin et un ocelot,,. Kerby propose d'autres attractions comme la galerie artisanale d'objets en bois « Burl » et le musée Kerbyville. Malgré sa faible démographie, Cave Junction dispose d'une brasserie : Wild River Brewery. Fondée en 1975 et baptisée Pizza Deli, une microbrasserie y est ajoutée en 1989. En 1994, le nom de Wild River est adopté et un pub-restaurant du même nom ouvre ses portes à Grants Pass. 

### Vin
Les températures de la vallée de l'Illinois sont les plus basses et le climat est le plus humide des trois vallées de la région viticole Rogue Valley.  C'est vers la fin des années 1960 et le début des années 1970, qu'un groupe d'Oregoniens tente l'expérience de la viticulture. Les débuts sont décevants, mais 40 ans plus tard, l'Oregon devient une zone de culture prestigieuse. Les températures du sud de l'Oregon sont plus hautes et le climat souvent plus chaud comparé aux cultures, pourtant plus réputées, des vallées de Napa (au sud), de Willamette, et de Columbia (au nord). Les étés sont secs et chauds mais les nuits sont froides ; ce qui en fait un endroit idéal pour le cépage du Pinot noir, par opposition aux vallées de Rogue et de Umpqua. Plusieurs viticulteurs et établissements vinicoles sont installés à proximité de Cave Junction, notamment les vignes de Bridgeview, de Foris, et de Bear Creek qui sont toutes répertoriées dans le guide Fodor de 2004 à la page des vins de pays consacrée à l'Oregon : « Oregon Wine Country »,.
Bridgeview, un des plus grands établissements vinicoles de l'Oregon, est installé à Cave Junction et réputé pour ses cépages de Chardonnay, de Pinot gris et de Pinot noir. Aux « American Wine Awards » de 2000, la cuvée 1998 de Bridgeview d'appellation Bridgeview Oregon Blue Moon est sélectionnée comme étant le meilleur Pinot noir inférieur à 15 dollars. Son domaine de 340 000 m2 est agencé selon le style européen : les rangées, denses, font 1,8 m et sont espacées à 1,2 m les unes des autres. Bridgeview étend son vignoble à la vallée d'Applegate où il dispose de 320 000 m2 supplémentaires. Cave Junction compte un deuxième grand vignoble : Foris Vineyards Winery. Crée en 1986, il produit 48 000 caisses de vin en 2007 et devient alors le 14e plus grand producteur de l'Oregon.

### Sites historiques
Cave Junction compte de nombreux sites historiques parmi lesquels des mines, des fosses minières et la mine à ciel ouvert de Logan datant des premières années de l'extraction de l'or. La fosse minière historique d'Osgood à Takilma servait à acheminer l'eau pour les premières opérations minières de l'Illinois. Même si les premières extractions ont lieu dans les rivières, on ne tarde pas à découvrir la présence de l'or dans les sédiments retrouvés sur les berges. Ces résidus datent de l'érosion du sol provoquée par les anciens cours d'eau. Pour extraire le métal, les prospecteurs creusaient des fosses minières afin d'amener l'eau dans ces zones, avant de la faire passer dans des canalisations jusqu'à l'endroit souhaité. La pression provoquée était utilisée pour les mines hydrauliques. Des canons à eau jaillissaient à plus de 30 m et les débris étaient dragués dans une boîte d'écluse. L'or se trouvait dans des placers de graviers, et comme les mineurs ignoraient où localiser ces placers, ils extrayaient presque tous les alluvions de la vallée de l'Illinois. Waldo, la plus grande ville de la vallée bâtie sur une gravière pendant la ruée vers l'or, fut entièrement détruite lorsque l'on décida de draguer les sédiments du gisement dans une boîte d'écluse. La fosse minière d'Osgood fournissait l'eau des opérations minières proches de Waldo. La principale construction de la région demeure le château des cavernes de l'Oregon, devenu monument historique national.

### Sports et loisirs
En 2007, Cave Junction dispose d'un terrain de golf de 9 trous que la ville prévoit d'agrandir à 18,, et d'un parc d'État « Illinois River Forks State Park » situé à la confluence est-ouest de la rivière. Le parc comprend des espèces végétales rares, des aires de pique-nique et des toilettes publiques. 

### Médias
Cave Junction publie un journal et diffuse deux stations de radio. Le journal local intitulé Illinois Valley News, fut créé en 1937 quand Cave Junction était connue sous le nom de Cave City ; en 2007, ce média se vend à 3 248 exemplaires. Il est publié par Bob et Jan Rodriguez et édité par Michelle Binker. Le premier numéro de quatre pages incluait la publicité des commerces situés entre Cave City et Medford (Oregon). Ces annonces coûtaient un à deux dollars. Les deux radios officielles de la ville disposant d'une licence sont KCNA (FM 102.7 The Drive), une radio classique qui ne diffuse que des hits, et KBCC-LP (FM 107.9), une radio chrétienne,.
Hope Mountain Radio, une station pirate, est parvenue à diffuser au-delà de Takilma, jusqu'à ce que des interférences répétées avec des agents gouvernementaux ne les forcent à abandonner. Plus tard, la station émettra de nouveau, mais de façon légale cette fois, via Internet. Cependant, cette méthode augmente les dépenses de la radio qui se voit contrainte de mettre en place des activités afin de trouver des fonds. En janvier 2007, Hope Mountain Radio est diffusée 24 heures par jour et son équipe est bénévole.

## Éducation
Il y a trois écoles à Cave Junction : l’Illinois Valley High School, la Lorna Byrne Middle School, et l’Evergreen Elementary School. Ces trois établissements font partie du secteur scolaire Three Rivers, auquel appartiennent également des écoles de Grants Pass ou d’Applegate (Oregon).
Deux personnes liées à l’Illinois Valley High School (IVHS) ont accédé aux halls of fame de leur région. En 2004, Sam Hutchins entre au Wild Salmon Hall of Fame pour avoir créé un programme à but non lucratif, l’Oregon Stewardship. Ce programme débute en 1992 afin de permettre aux élèves de l’Illinois Valley High School d’étudier la truite arc-en-ciel sauvage présente dans les eaux de la rivière. En douze ans, le programme est étendu à 25 établissements scolaires et touche 1 500 étudiants. En 2007, l'entraîneur sportif de l’IVHS Ursal « Jay » Miller entre au National Wrestling Hall of Fame & Museum, section de l’Oregon.

## Transports
L’Illinois Valley Airport, aussi connu sous le nom de Siskiyou Smokejumper Base, a été construit par le Service des forêts des États-Unis. Entre 1943 et 1981 il sert de base pour les pompiers parachutistes, et durant cette période les pompiers sont dépêchés sur 1445 incendies, et sauteront près de 5390 fois. Depuis 2007 l’aéroport possède un commissariat hôtelier, un service de location d’avions et de hangars, ainsi qu’un restaurant, et propose des formations.

## Personnages célèbres
Cave Junction a vu passer un certain nombre de personnages célèbres. L’acteur John Wayne a visité un ranch à Selma, Oregon, 16 km au nord de la ville. Il était tombé amoureux de la région après avoir tourné Une bible et un fusil près de la rivière Rogue. Depuis ce ranch est devenu le Centre Deer Creek, qui héberge le Siskiyou Field Institute. Kristy Lee Cook, qui a participé à American Idol 7, a grandi à Selma, où elle vivait avant de prendre part au concours. Arthur B. Robinson est le directeur de l’Oregon Institute of Science and Medicine, situé à 11 km de Cave Junction. Notons également que Mike Millard, auteur de Jihad in Paradise: Islam and Politics in Southeast Asia et Leaving Japan: Observations on the Dysfunctional U.S.-Japan Relationship, est un ancien élève de l'Illinois Valley High School.